# Piętro strukturalne
Piętro strukturalne – kompleks warstw geologicznych oddzielonych od innego kompleksu powierzchnią niezgodności kątowej. Tylko powierzchnie niezgodności kątowej rozdzielają piętra strukturalne. Nazwa danego piętra strukturalnego pochodzi od nazw faz tektonicznych, które spowodowały owe luki stratygraficzne. Fazy te są młodsze od najmłodszego ogniwa stratygraficznego określonego piętra strukturalnego, a starsze od najstarszego ogniwa wyżej leżącego piętra strukturalnego. Większe intruzje magmowe tworzą oddzielne piętra strukturalne, nazywane piętrami intruzyjnymi.